# メアリー・ハロック＝グリーンウォルト
メアリー・エリザベス・ハロック＝グリーンウォルト（英語: Mary Elizabeth Hallock-Greenewalt, 1871年9月8日 - 1950年11月27日）は、ベイルート生まれの発明家、ピアニスト（フィラデルフィアやピッツバーグの交響楽団でソリストとして活躍）。「ヌールアサール」と自ら命名した一種のヴィジュアル・ミュージックの発明家として知られる。

## 生涯
1871年、オスマン帝国ベイルートに生まれ。父はサミュエル・ハロック、母はサラ・タベト。11歳の時、母親に精神疾患の症状が現れ、兄弟とともに、親戚や友人を頼ってアメリカ合衆国に渡り 、フィラデルフィアで育つ。フィラデルフィア芸術大学でピアノを学び、さらにウィーンでテオドル・レシェティツキに師事。フラデルフィアに戻ると、医師のフランク・L・グリーンウォルトと結婚。息子のクロフォード・グリーンウォルトは後に化学技術者となり、デュポン社の社長を務めた。
後半生はデラウェア州ウィルミントンで過ごした。
1950年、フィラデルフィアで死去。79歳だった。

## ピアニストとして
1920年3月、コロムビア・レコードからショパン作曲『24の前奏曲第20番、第7番、第4番』『夜想曲第12番』をリリースした。なお、この音源は2018年に日本で発売された『レシェティツキの弟子たち 第1集』（サクラフォン）に収録されている。

## 発明家として

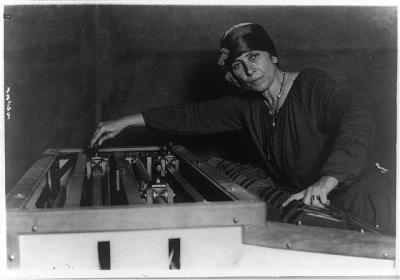
メアリー・ハロック＝グリーンウォルトと自作のカラーオルガン"サラベト"

### カラーオルガン
アラビア語のnour（光）とathar（〜のエッセンス）から「ヌールアサール」名付けられた。画家アレクサンダー・ ウォレス・リミントンの発明したカラー・ミュージックとは異なり、特定の色と特定の音とを厳密に対応させず、演奏者の気分と能力に合わせて変えられるようにした。
最初、メアリーは色のついた光をレコードと同期させる自動機械を作ろうとした。しかし満足な結果が得られず、結果として、実際にコンサートで演奏可能な機械を製作した。
このカラーオルガンは彼女の母の名前にちなんで「サラベト」と名付けられた。それに伴いさらに多くの発明をし、米国特許商標庁から9件の特許が認められた。しかし可変抵抗器のいくつかについてはゼネラル・エレクトリックら数社が特許権を侵害。メアリーは訴え、1934年に勝訴した。サラベトはさらに1916年から1934年にかけて改良を重ねた。1946年には『Nourathar: The Fine Art of Light-Color Playing』という本を出版。

### 手描きフィルム
彼女は最初期のダイレクトアニメーションの作家であったとマイケル・ベタンコートは指摘している。もっともそれは通常の映画ではなく、サラベトの初期ヴァージョン（トーマス・エジソンのキネトスコープのように1人の観客が機械を覗き見る構造）で鑑賞するために制作されたものと思われる。型板とエアゾールで幾何学模様を手描したこれらの作品は、レン・ライの抽象アニメに似たもので、現代のオーディオプレイヤーのビジュアライザーにも似ているかもしれない。